# Biološka fakulteta v Moskvi
Biološka fakulteta v Moskvi  je javna fakulteta, ki ponuja študij biologije in deluje v sklopu Moskovske državne univerze; ustanovljena je bila leta 1930.